# 喇沙中學校及高等學校
喇沙中學校及高等學校（日语：／，La Salle Junior and Senior High School）是一所位於鹿兒島的私立男子中学。学校創立於1950年，是日本最有声誉的学校之一。入学年级为七年级（中学一年级），毕业年限为6年。

## 姐妹学校
- 函館喇沙中學校及高等學校（日语：函館ラ・サール中学校・高等学校）

## 外部連結
- ラ・サール学園（页面存档备份，存于）